# Aurelio De Laurentiis
Aurelio De Laurentiis (født 24. maj 1949) er en italiensk filmproducer, leder af produktionsselskabet  Filmauro og den nuværende ejer af syditalienske fodboldklub, S.S.C. Napoli. Aurelio er nevø til den anerkendte filmproducer Dino De Laurentiis der i sin tid som aktiv producerede film som Hannibal (2001), Army of Darkness (1993), samt Den Røde Drage (2002).
Aurelio De Laurentiis har produceret en række film, og er blandt andet kendt for at stå bag filmsuccesen, Sky Captain and the World of Tomorrow (2004).